# Dryadaula advena
Dryadaula advena là một loài bướm đêm thuộc họ Tineidae. Nó chỉ được ghi nhận ở Hawaii, nhưng có thể là loài di cư.
Chiều dài cánh trước là 4.5-5.5 mm.